# Castelo de Curutelo
O Castelo de Curutelo ou Paço de Curutêlo é um paço situado na freguesia de Ardegão, Freixo e Mato, município de Ponte de Lima, distrito de Viana do Castelo, em Portugal.
Paço de feição acastelada implantado em área rural, ergue-se a meia encosta do monte de São Cristóvão dos Milagres ou do Curutelo, sobranceiro a um pequeno vale, sendo envolvido por árvores.
O Castelo de Curutelo está classificado como Imóvel de Interesse Público desde 1977.

## História
As informações acerca da primitiva ocupação deste sítio são escassas: de acordo com um documento datado de 1395, Nuno Viegas e sua mulher, D. Inês Dias do Rego, instituíram vínculo nas suas Quintas de Coucieiro e Curutelo, a favor do filho Álvaro Viegas. Este documento, entretanto, não faz qualquer menção a uma torre. O morgadio foi confirmado por D.João I de Portugal em Dezembro do mesmo ano.
Posteriormente, em 1532, o 5.º Morgado de Coucieiro, ao ver-se a contas com a Justiça, vendeu a quinta ao duque D. Jaime; este, tornando-se senhor e possuidor da casa, torre, castelo e quinta do Curutêlo, tudo emprazou ao fidalgo João Rodrigues de Lago, filho de Ruy Gomes de Abreu, em paga dos serviços prestados sobretudo na jornada e conquista de Azamor, permanecendo a quinta na posse dos seus descendentes no decurso dos séculos seguintes.
Em 1867 após o casamento de D. Maria do Lago Felgueiras Gayo com o Dr. Rodrigo Augusto Cerqueira Veloso, advogado em Barcelos, conhecido bibliófilo e natural de Ponte da Barca, procederam-se a obras de modernização da torre, rasgando-se portas e janelas. Não deixando descendência, D. Maria Felgueiras Gayo, antes de falecer, nomeou o prazo em seu marido, o que conduziu a pleito nos tribunais, por fim julgado a favor do Dr. Rodrigo Veloso.
No século XX, em 1902, o capitalista de Esposende e antigo negociante no Brasil, Valentim Ribeiro da Fonseca, adquiriu a Quinta para o seu filho, Valentim Ribeiro da Fonseca Júnior, como forma de investimento pela herança deixada por sua avó materna, permanecendo a propriedade na família Cerquinho Ribeiro da Fonseca até 2022.
Valentim Ribeiro teve o conhecimento da venda do Castelo de Curutêlo quando se encontrava no Café Nicola, em Lisboa. Soube que o Dr. Rodrigo Cerqueira Veloso andava por Esposende e logo tratou de arranjar quem o apresentasse. Após duras negociações, celebrou-se a 13 de janeiro de 1903 a escritura de compra e venda. A compra deste imóvel por Valentim Ribeiro, como procurador de seu filho, teve duas intenções: primeiramente, recuperar o capital da herança que tinha sido investido em debêntures da companhia de navegação Lloyd Brasileiro, que tinha ido à falência, e em segundo lugar, adquirir um imóvel que não ausentasse o filho de Portugal, tornando o Castelo de Curutêlo e Quinta, na sua residência de família, para si e para sua descendência.
O conjunto encontra-se classificado como Imóvel de Interesse Público, pelo Decreto n.º 129/77, publicado em 29 de Setembro de 1977.

### Hotel
Em fevereiro de 2022 o grupo Vila Galé comprou o Paço de Curutêlo para fazer um projeto de enoturismo.
O novo hotel abriu em 17 de maio de 2025 denominado Vila Galé Collection Ponte de Lima Vineyards – Historic Country Resort Hotel, Conference & Spa” com 69 quartos.
A Vila Galé investiu 20 milhões de euros para reconstruir o paço, e lançar o projeto de hotel, enoturismo e produção de vinhos verdes.
O espaço tem uma piscina exterior e outra coberta, parque infantil, salão de eventos com capacidade para 350 pessoas, biblioteca, capela, espaço museológico e restaurante, além de adega e vinha.

## Características
Paço de planta rectangular, composta, de um pavimento, e integrando ao centro uma torre quadrada, mais elevada. Volumes escalonados, com coberturas de telha a quatro águas. Os alçados são coroados por merlões piramidais. Frontespício com porta de verga recta e janela de guilhotina, nos corpos laterais, e janela larga de jambas decoradas e encimada por uma outra mais estreita, na torre, ao nível do 1.º piso. Regularmente dispõem-se gárgulas circulares. Fachadas laterais rasgadas por três janelas e a posterior por duas enquadrando porta simples; na torre uma janela.
É cercado por alta muralha, coberta de hera com portão de acesso de verga recta junto à estrada. Encostada ao muro que cerca o solar, mas num plano mais baixo, ergue-se capela rectangular parcialmente coberta de hera e dedicada a Santo Amaro. Frontispício, rasgado por porta simples de verga recta, ladeada por duas frestas e encimada por janela; termina em empena truncada por pequena sineira. No interior, coro-alto e retábulo de talha.